# Fran Sol
Francisco Sol Ortiz, detto Fran (Madrid, 13 marzo 1992), è un calciatore spagnolo, attaccante dell'AEK Larnaca.

## Biografia
Il 27 ottobre 2017 si è sottoposto ad un intervento chirurgico per un tumore al testicolo.

## Carriera

### Real Madrid
Cresciuto nelle giovanili del Rayo Vallecano, all’età di 10 anni Sol approda al Real Madrid. Dopo aver debuttato con il Real Madrid C, nel 2013 lo spagnolo passa in prestito al Lugo e, nello stesso anno, anche al Real Oviedo, entrambi club di terza divisione.

### Villarreal
Nel 2014 il giocatore passa al Villarreal. Dopo numerose presenze nella squadra delle riserve, Sol debutta nella Liga il 25 aprile 2015, subentrando nel match pareggiato per 0-0 contro la Real Sociedad.

### Willem II
Il 25 giugno 2016 Sol firma un contratto triennale con il club olandese del Willem II, militante nel massimo campionato olandese. Il 6 agosto, giorno del debutto con la nuova maglia, realizza la sua prima rete nel match perso 4-1 contro il Vitesse mentre, due settimane dopo, realizza la rete del definitivo 2-1 contro l’Ajax (prima storica vittoria del Willem II contro il club di Amsterdam).
Il 10 marzo 2018 realizza la sua prima tripletta nella sorprendente vittoria per 5-0 contro i capolisti del PSV, diventando momentaneamente leader della classifica marcatori; tuttavia, al termine del campionato chiude al sesto posto con 16 gol realizzati.
Il 26 agosto dello stesso anno arriva la sua seconda tripletta, questa volta contro l’Heracles Almelo, ma sempre con lo stesso risultato (5-0). Lo spagnolo realizza 13 gol nel solo girone di ritorno (3 in meno della stagione precedente, ma con meno partite giocate). Conclude la sua esperienza nel calcio olandese con 39 gol realizzati in 79 presenze.

### Dinamo Kiev
Nella sessione di mercato invernale del 2019, Fran Sol passa al club ucraino della Dinamo Kiev per 3 milioni di Euro. Fa il suo debutto il 14 febbraio 2019 nel match terminato 2-2 valido per l’andata dei sedicesimi di finale di Europa League 2018-2019 contro l’Olympiacos, mentre realizza la sua prima rete ucraina nella partita di ritorno avvenuta 7 giorni dopo, segnando il gol del definitivo 1-0, consentendo al club di accedere agli ottavi di finale. Il 25 febbraio realizza la prima rete nel campionato ucraino, segnando il quinto gol nel match vinto 5-0 contro lo Zorja.

## Statistiche

### Presenze e reti nei club
Statistiche aggiornate al 26 settembre 2020.
| Stagione            | Squadra             | Campionato          | Campionato | Campionato | Coppe nazionali | Coppe nazionali | Coppe nazionali | Coppe continentali | Coppe continentali | Coppe continentali | Altre coppe | Altre coppe | Altre coppe | Totale | Totale |
| Stagione            | Squadra             | Comp                | Pres       | Reti       | Comp            | Pres            | Reti            | Comp               | Pres               | Reti               | Comp        | Pres        | Reti        | Pres   | Reti   |
| ------------------- | ------------------- | ------------------- | ---------- | ---------- | --------------- | --------------- | --------------- | ------------------ | ------------------ | ------------------ | ----------- | ----------- | ----------- | ------ | ------ |
| ago. 2012-gen. 2013 | Lugo                | SD                  | 12         | 1          | CR              | 1               | 0               | -                  | -                  | -                  | -           | -           | -           | 13     | 1      |
| gen.-giu. 2013      | Real Oviedo         | SB                  | 11         | 0          | CR              | -               | -               | -                  | -                  | -                  | -           | -           | -           | 11     | 0      |
| 2013-2014           | Real Madrid C       | SB                  | 31         | 7          | -               | -               | -               | -                  | -                  | -                  | -           | -           | -           | 31     | 7      |
| 2014-2015           | Villarreal B        | SB                  | 36         | 11         | -               | -               | -               | -                  | -                  | -                  | -           | -           | -           | 36     | 11     |
| 2014-2015           | Villarreal          | PD                  | 2          | 0          | CR              | 0               | 0               | UEL                | 0                  | 0                  | -           | -           | -           | 2      | 0      |
| 2015-2016           | Villarreal B        | SB                  | 37         | 16         | -               | -               | -               | -                  | -                  | -                  | -           | -           | -           | 37     | 16     |
| Totale Villarreal B | Totale Villarreal B | Totale Villarreal B | 73         | 27         |                 | -               | -               |                    | -                  | -                  |             | -           | -           | 73     | 27     |
| 2016-2017           | Willem II           | ED                  | 30         | 10         | CO              | 1               | 0               | -                  | -                  | -                  | -           | -           | -           | 31     | 10     |
| 2017-2018           | Willem II           | ED                  | 32         | 16         | CO              | 5               | 4               | -                  | -                  | -                  | -           | -           | -           | 37     | 20     |
| ago.-dic. 2018      | Willem II           | ED                  | 17         | 13         | CO              | 3               | 4               | -                  | -                  | -                  | -           | -           | -           | 20     | 17     |
| Totale Willem II    | Totale Willem II    | Totale Willem II    | 79         | 39         |                 | 9               | 8               |                    | -                  | -                  |             | -           | -           | 88     | 47     |
| feb.-giu. 2019      | Dinamo Kiev         | PL                  | 2          | 1          | KU              | 0               | 0               | UEL                | 2                  | 1                  | -           | -           | -           | 4      | 2      |
| 2019-2020           | Dinamo Kiev         | PL                  | 13         | 1          | KU              | 2               | 0               | UCL+UEL            | 1+1                | 0                  | SU          | 0           | 0           | 17     | 1      |
| ago.-set. 2020      | Dinamo Kiev         | PL                  | 2          | 0          | KU              | -               | -               | UCL                | 0                  | 0                  | SU          | 1           | 1           | 3      | 1      |
| Totale Dinamo Kiev  | Totale Dinamo Kiev  | Totale Dinamo Kiev  | 17         | 2          |                 | 2               | 0               |                    | 4                  | 1                  |             | 1           | 1           | 24     | 4      |
| Totale carriera     | Totale carriera     | Totale carriera     | 225        | 76         |                 | 12              | 8               |                    | 4                  | 1                  |             | 0           | 0           | 242    | 87     |

## Palmarès

### Club

#### Competizioni nazionali
- Supercoppa d'Ucraina: 2

Dinamo Kiev: 2019, 2020
- Coppa d'Ucraina: 1

Dinamo Kiev: 2019-2020
- Coppa di Cipro: 1

AEK Larnaca: 2024-2025